# Zouafques
Zouafques est une commune française située dans le département du Pas-de-Calais en région Hauts-de-France.
La commune fait partie de la communauté d'agglomération du Pays de Saint-Omer qui regroupe 53 communes et compte 104 937 habitants en 2021.
Le territoire de la commune est situé dans le parc naturel régional des Caps et Marais d'Opale.

## Géographie

### Localisation
Localisée dans le nord-est du département du Pas-de-Calais, Zouafques est une commune située dans la vallée de la Hem, à vol d'oiseau, à 16 km au nord-ouest de la commune de Saint-Omer (chef-lieu d'arrondissement) et à 20 km au sud-ouest de la commune de Calais (aire d'attraction). La commune est traversée par l'autoroute E14-A26 (aussi appelée l'autoroute des Anglais), reliant Calais et Troyes et par la LGV Nord Paris - Calais.
Le territoire de la commune est limitrophe de ceux de quatre communes.
Les communes limitrophes sont Recques-sur-Hem, Nordausques, Tournehem-sur-la-Hem et Zutkerque.

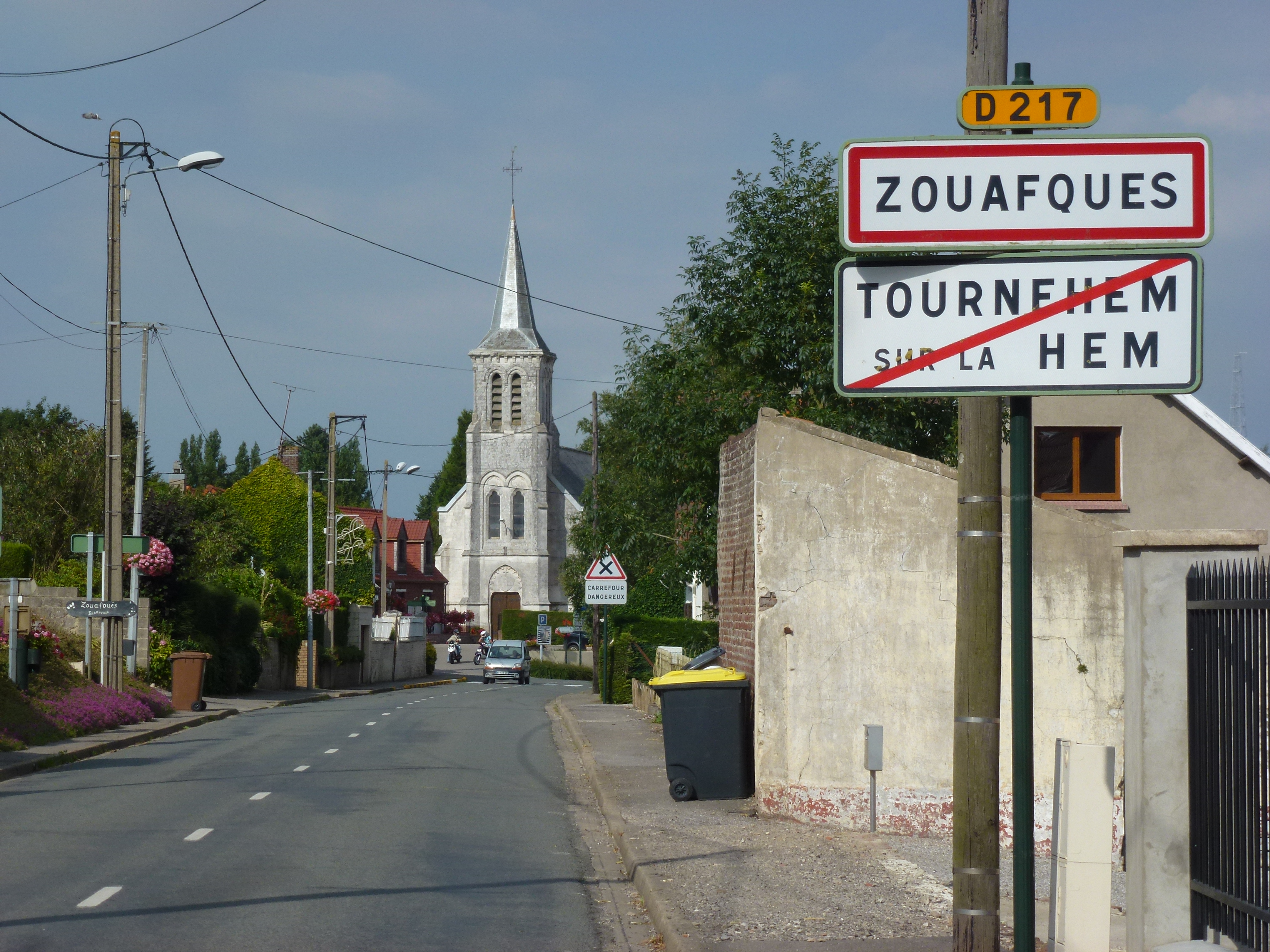
Une entrée de Zouafques.
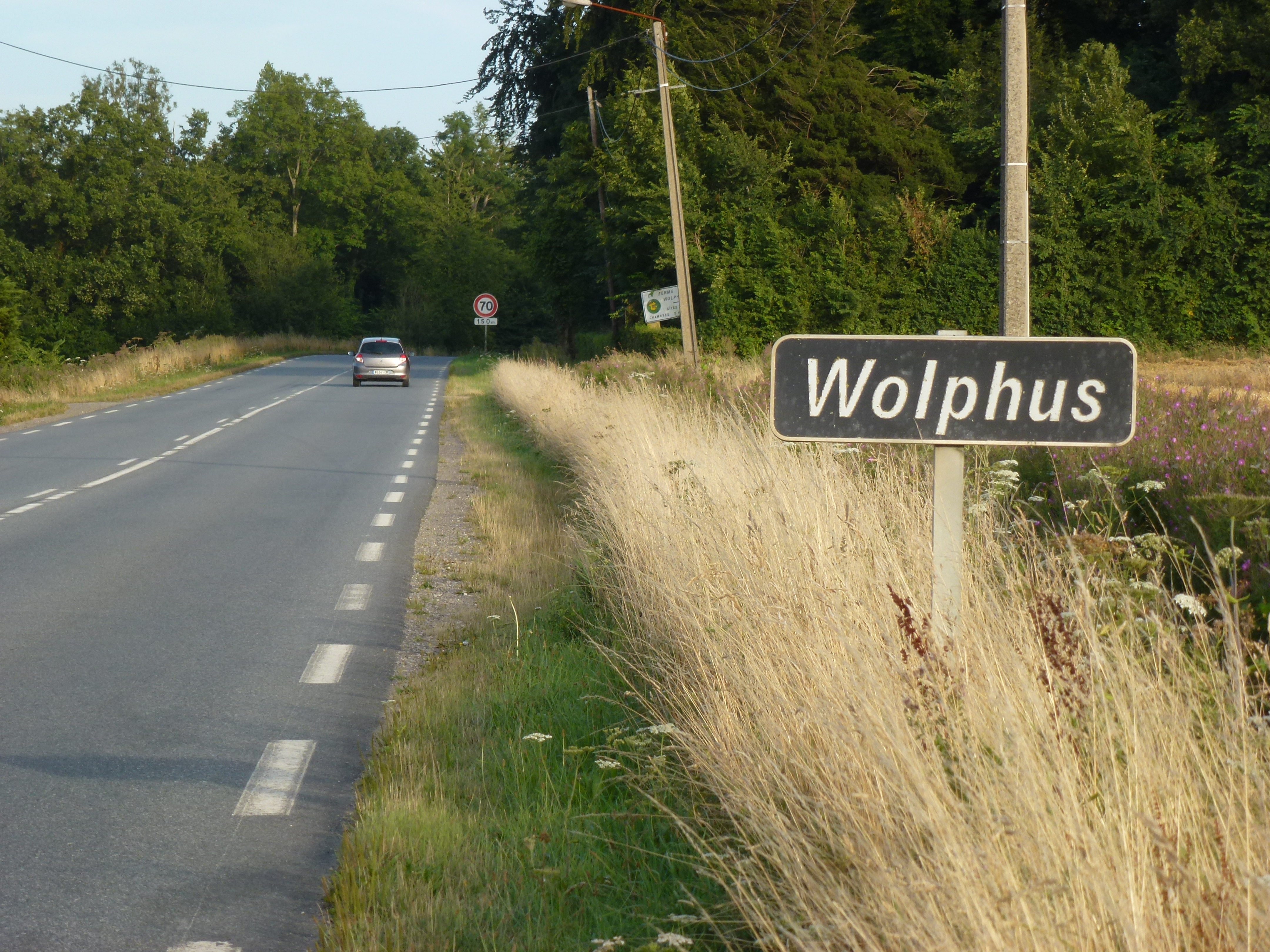
Une entrée du hameau de Wolphus.

### Géologie et relief
La superficie de la commune est de 3,93 km2 ; son altitude varie de 15  à   72 mètres.

### Hydrographie
Le territoire de la commune est situé dans le bassin Artois-Picardie.
La commune est traversée par la Hem ou Tiret, un cours d'eau naturel non navigable de 27,92 km, qui prend sa source dans la commune d'Escœuilles et rejoint l'Aa dans la commune de Sainte-Marie-Kerque.

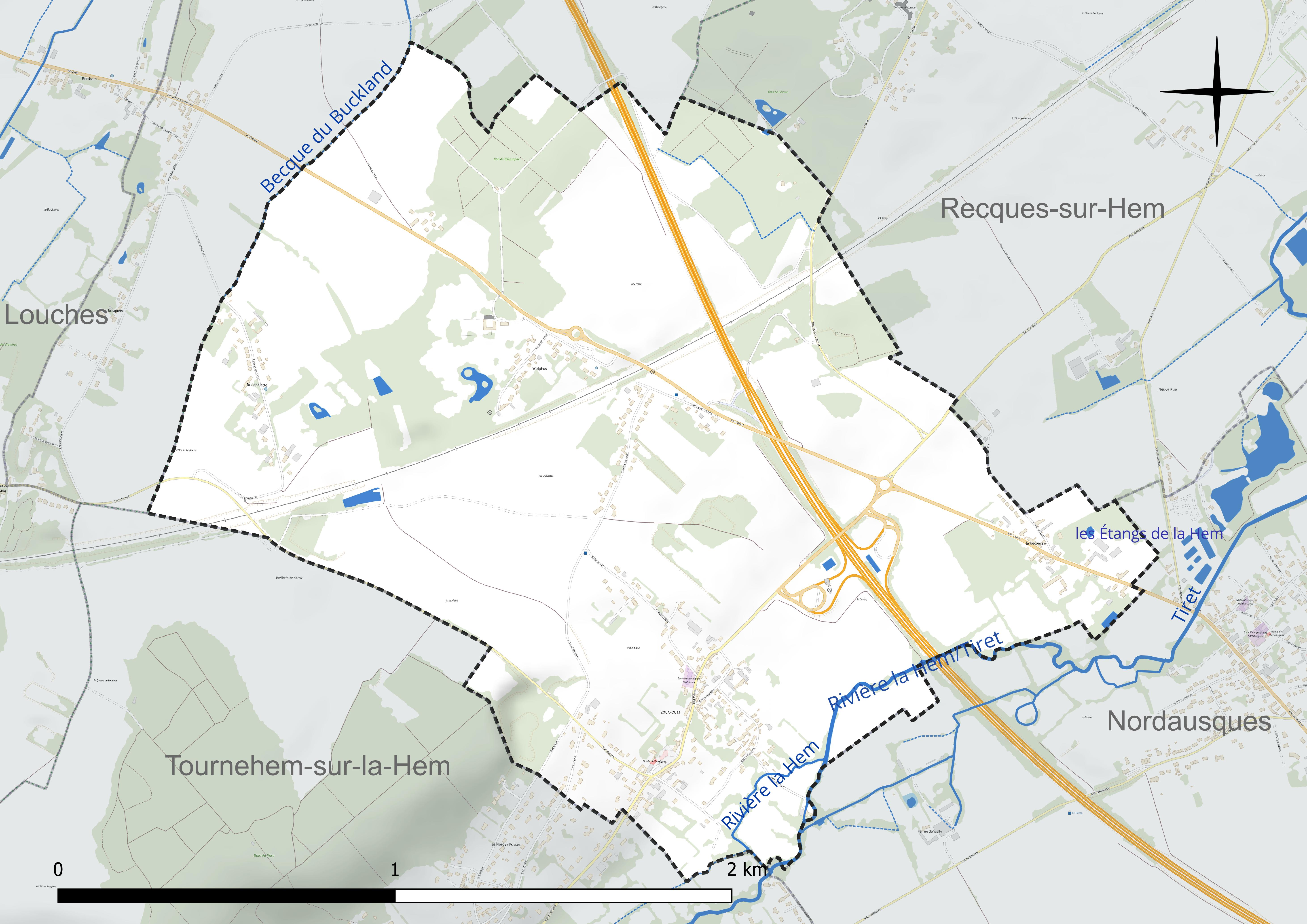
Réseau hydrographique de Zouafques.

### Climat
Pour des articles plus généraux, voir Climat des Hauts-de-France et Climat du Nord-Pas-de-Calais.
En 2010, le climat de la commune est de type climat océanique franc, selon une étude du CNRS s'appuyant sur une série de données couvrant la période 1971-2000. En 2020, Météo-France publie une typologie des climats de la France métropolitaine dans laquelle la commune est exposée à un climat océanique et est dans la région climatique Côtes de la Manche orientale, caractérisée par un faible ensoleillement (1 550 h/an) ; forte humidité de l’air (plus de 20 h/jour avec humidité relative > 80 % en hiver), vents forts fréquents.
Pour la période 1971-2000, la température annuelle moyenne est de 10,4 °C, avec une amplitude thermique annuelle de 13,6 °C. Le cumul annuel moyen de précipitations est de 855 mm, avec 12,4 jours de précipitations en janvier et 8,1 jours en juillet. Pour la période 1991-2020, la température moyenne annuelle observée sur la station météorologique la plus proche, située sur la commune de Licques à 9 km à vol d'oiseau, est de 10,5 °C et le cumul annuel moyen de précipitations est de 1 138,1 mm,. Pour l'avenir, les paramètres climatiques de la commune estimés pour 2050 selon différents scénarios d'émission de gaz à effet de serre sont consultables sur un site dédié publié par Météo-France en novembre 2022.

### Paysages
Pour un article plus général, voir Paysage en France.
La commune s'inscrit dans les « paysages des coteaux calaisiens et du pays de Licques » tels qu'ils sont définis dans l'atlas de paysages de la région Nord-Pas-de-Calais, conçu par la direction régionale de l'Environnement, de l'Aménagement et du Logement (DREAL),.
Ces « paysages des coteaux calaisiens et du pays de Licques » concernent 56 communes du Pas-de-Calais. Ces paysages s'étendent sur environ 30 km de long (est-ouest) et 15 km de large (nord-sud) et présentent deux sous-ensembles : les coteaux calaisiens au nord et le pays de Licques au sud. Les altitudes de ces paysages varient de 206 m dans le Pays de Licques, à 120 m dans l’ouest des coteaux Calaisiens, près de Guînes, et à 10 m dans l'est, près d'Audruicq.
Ces paysages recouvrent trois entités écopaysagères : les collines guînoises qui constituent le rebord septentrional de l'Artois, l'entité de Bredenarde qui appartient à la plaine maritime flamande, et la cuvette de Licques. Ils sont constitués de 59,70 % de cultures, de 17,30 % de forêts, de 15,11 % de prairies naturelles, permanentes, de 7,45 % d'espaces artificialisés, avec les quatre principales communes que sont Audruicq, Ardres, Guînes et Licques, de 0,27 % d'industries, et de 0,18 % de cours d'eau et plan d'eau.
Les éléments structurants de ces paysages sont la LGV Nord et l'A26, la rivière la Hem qui coule du sud vers le nord-est, les escarpements sur les coteaux du Calaisis et autour du pays de Licques et, d'ouest en est, les différents boisements comme la forêt de Guînes, le bois de l'Abbaye, la forêt de Tournehem et une partie de la forêt d'Éperlecques.

### Milieux naturels et biodiversité

#### Espace protégé
La protection réglementaire est le mode d’intervention le plus fort pour préserver des espaces naturels remarquables et leur biodiversité associée.
Dans ce cadre, la commune fait partie d'un espace protégé : le parc naturel régional des Caps et Marais d'Opale, d’une superficie de 132 499 hectares réparties sur 154 communes, géré par le syndicat mixte d'aménagement et de gestion du parc naturel régional des Caps et Marais d'Opale.

#### Zones naturelles d'intérêt écologique, faunistique et floristique
L’inventaire des zones naturelles d'intérêt écologique, faunistique et floristique (ZNIEFF) a pour objectif de réaliser une couverture des zones les plus intéressantes sur le plan écologique, essentiellement dans la perspective d’améliorer la connaissance du patrimoine naturel national et de fournir aux différents décideurs un outil d’aide à la prise en compte de l’environnement dans l’aménagement du territoire.
Le territoire communal comprend deux ZNIEFF de type 1 : 
- la haute vallée de la Hem entre Audenfort et Nordausques, d’une superficie de 446 hectares et d'une altitude variant de 6  à   35 mètres[15] ;
- le mont de Guémy, d’une superficie de 176 hectares et d'une altitude variant de 50  à   127 mètres. Le mont forme un promontoire de craie dominant la plaine maritime flamande et marque la fin des collines de l'Artois[16].

et une ZNIEFF de type 2 : la boutonnière de pays de Licques. Cette ZNIEFF, de 17 830 hectares, s'étend sur 43 communes.

Carte des ZNIEFF de type 1 et 2 sur la commune
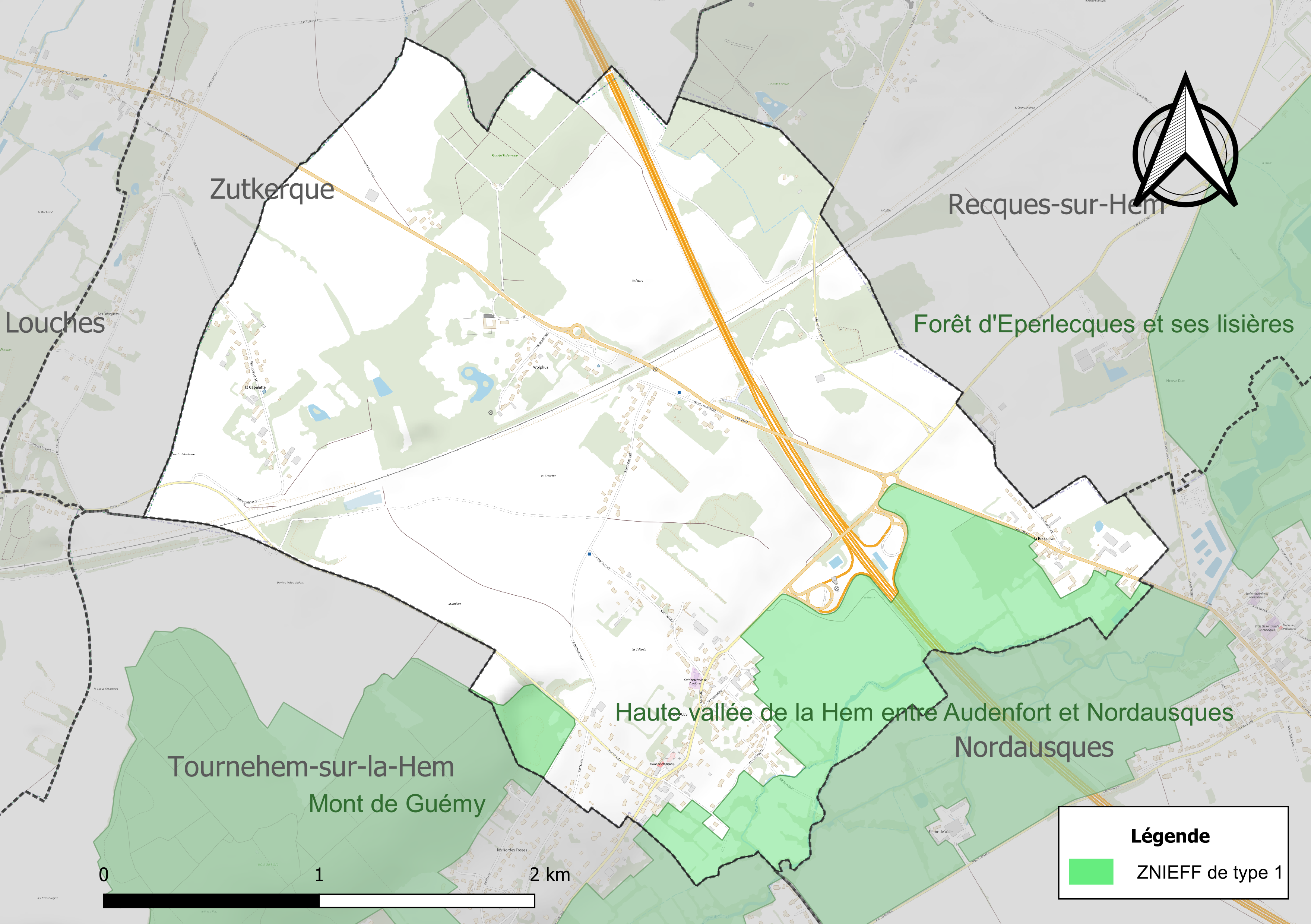
Carte des ZNIEFF de type 1 sur la commune.
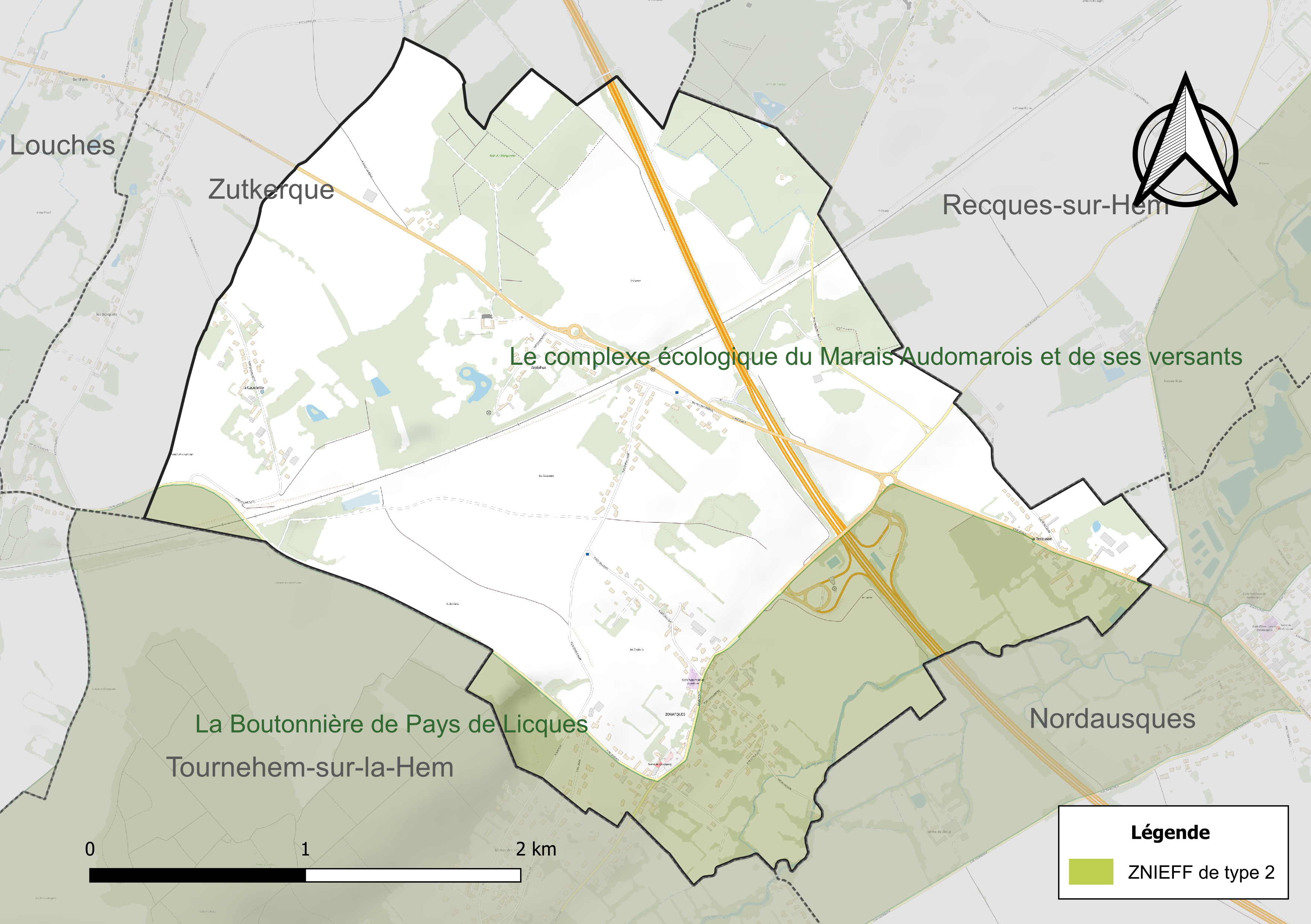
Carte de la ZNIEFF de type 2 sur la commune.

## Urbanisme

### Typologie
Au 1er janvier 2024, Zouafques est catégorisée commune rurale à habitat dispersé, selon la nouvelle grille communale de densité à sept niveaux définie par l'Insee en 2022.
Elle est située hors unité urbaine. Par ailleurs la commune fait partie de l'aire d'attraction de Calais, dont elle est une commune de la couronne,. Cette aire, qui regroupe 45 communes, est catégorisée dans les aires de 50 000 à moins de 200 000 habitants,.

### Occupation des sols
L'occupation des sols de la commune, telle qu'elle ressort de la base de données européenne d’occupation biophysique des sols Corine Land Cover (CLC), est marquée par l'importance des territoires agricoles (81,3 % en 2018), en diminution par rapport à 1990 (83,4 %). La répartition détaillée en 2018 est la suivante : 
terres arables (66,7 %), prairies (14,6 %), forêts (10,4 %), zones urbanisées (8,3 %). L'évolution de l’occupation des sols de la commune et de ses infrastructures peut être observée sur les différentes représentations cartographiques du territoire : la carte de Cassini (XVIIIe siècle), la carte d'état-major (1820-1866) et les cartes ou photos aériennes de l'IGN pour la période actuelle (1950 à aujourd'hui).

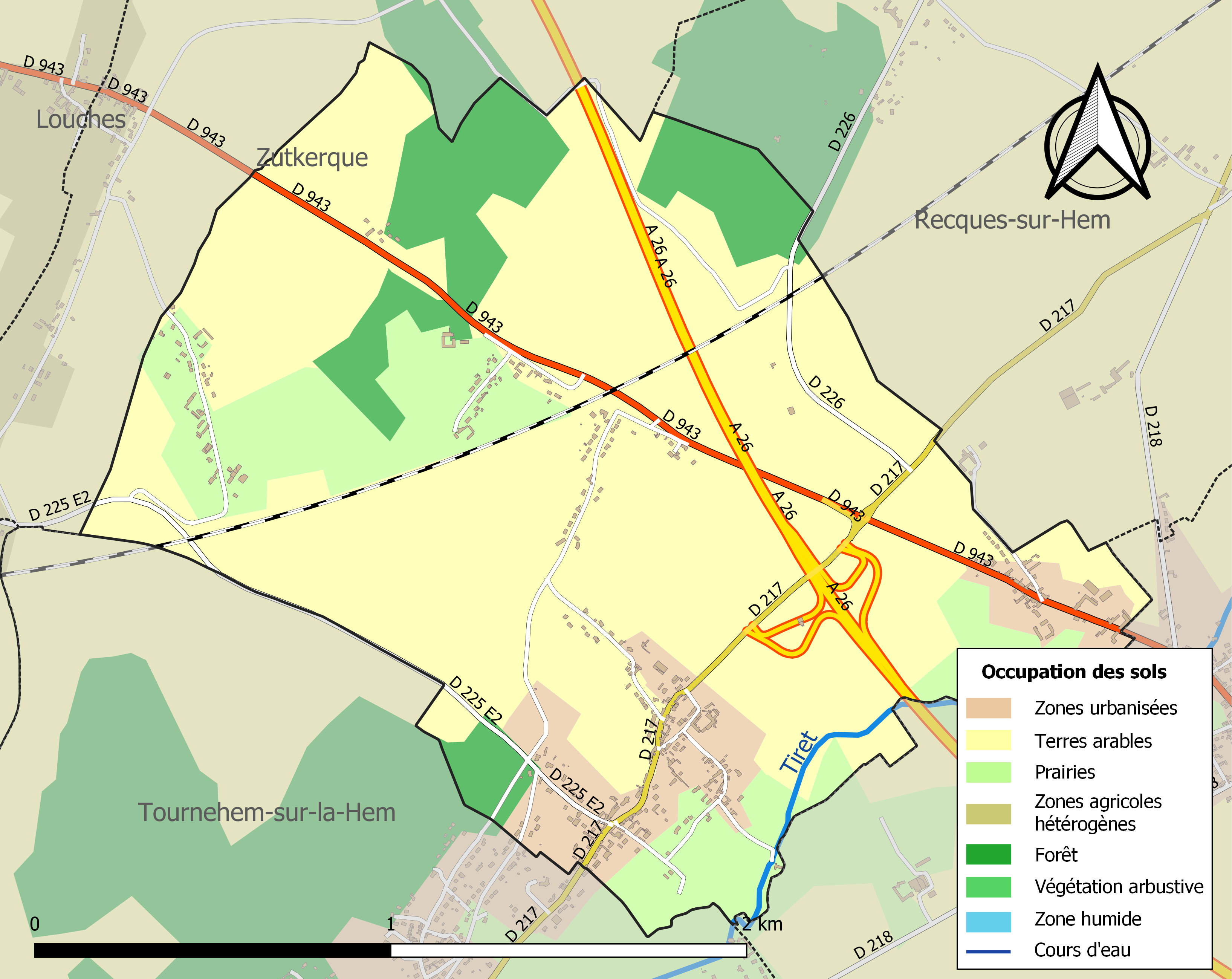
Carte des infrastructures et de l'occupation des sols de la commune en 2018 (CLC).

### Lieux-dits, hameaux et écarts
Le hameau de Wolphus est situé au-dessus de la vallée au bord de la départementale D 943.

### Risques naturels et technologiques

#### Risque inondation
À la suite du passage des tempêtes Ciarán, Domingos et Elisa et des inondations et coulées de boue qui se sont produites, la commune est reconnue, par arrêté du 14 novembre 2023, en état de catastrophe naturelle pour inondations et coulées de boue sur la période du 2 au 12 novembre 2023, comme 179 autres communes du département.

## Toponymie
Le nom de la localité est attesté sous les formes Suavekes vers 1115; Sualvelkae et Suavekes vers 1119; Suavica en 1174; Suaveka en 1193; Suavaca en 1200;  Suakes en 1225; Suaveka en 1193; Swaveque en 1434; Zouafques en 1698[réf. nécessaire].
Zwaveke en flamand et Zuave en Picard.

## Histoire
Au Xe ou XIe siècle, l'église de Zouafques appartient à Adèle de Selvesse, fondatrice de la lignée des seigneurs d'Ardres.
Arnould Ier d'Ardres, fils d'Adèle de Selvesse, va donner l'église aux chanoines qu'il installe dans l'église d'Ardres en 1069.
Vers 1170, Clément d'Autingehem, (Autingues), pair des seigneurs d'Ardres, donne à l'abbaye Saint-Médard d'Andres, un tiers de la dîme de Suaueque (Zouafques), tenue en fief d'Arnould d'Ardres. Baudouin II de Guînes, comte de Guînes, ratifie ce don avec son épouse Chrétienne d'Adres, son fils Arnould lors d'une assemblée de tous les barons du comté à Guînes.
Vers 1173,  Clément d'Ardres, fils de Wallon d'Ardres, cède une partie de la dîme de Suaches à l'abbaye Saint-Médard d'Andres et Arnoul IV d'Ardres (seigneurs d'Ardres) confirme cette cession, de même que Didier, évêque des Morins (évêques de Thérouanne). dans le texte de la charte de Didier, la commune est appelée Suanckes.

## Politique et administration

### Découpage territorial
La commune se trouve dans l'arrondissement de Saint-Omer du département du Pas-de-Calais.

#### Commune et intercommunalités
La commune est membre de la communauté d'agglomération du Pays de Saint-Omer.

#### Circonscriptions administratives
La commune est rattachée au canton de Saint-Omer.

#### Circonscriptions électorales
Pour l'élection des députés, la commune fait partie de la sixième circonscription du Pas-de-Calais.

### Élections municipales et communautaires

#### Liste des maires
| Période | Période                     | Identité      | Étiquette | Qualité                                            |
| ------- | --------------------------- | ------------- | --------- | -------------------------------------------------- |
| ????    | 2001                        | Jean Dubreucq |           |                                                    |
| 2001    | 2014,                       | Roger Bouchel |           |                                                    |
| 2014    | En cours (au 17 avril 2022) | Franck Dupont |           | Cadre hospitalier, Réélu pour le mandat 2020-2026, |

### Autres élections

#### Élection présidentielle de 2012
Le résultat de l'élection présidentielle de 2012 dans cette commune est le suivant :
| Candidat       | Candidat                    | Premier tour | Premier tour | Second tour | Second tour |
| Candidat       | Candidat                    | Voix         | %            | Voix        | %           |
| -------------- | --------------------------- | ------------ | ------------ | ----------- | ----------- |
|                | Eva Joly (EÉLV)             | 3            | 0,90         |             |             |
|                | Marine Le Pen (FN)          | 103          | 31,02        |             |             |
|                | Nicolas Sarkozy (UMP)       | 87           | 26,20        | 163         | 53,27       |
|                | Jean-Luc Mélenchon (FG)     | 24           | 7,23         |             |             |
|                | Philippe Poutou (NPA)       | 1            | 0,30         |             |             |
|                | Nathalie Arthaud (LO)       | 3            | 0,90         |             |             |
|                | Jacques Cheminade (SP)      | 2            | 0,60         |             |             |
|                | François Bayrou (MoDem)     | 28           | 8,43         |             |             |
|                | Nicolas Dupont-Aignan (DLR) | 11           | 3,31         |             |             |
|                | François Hollande (PS)      | 70           | 21,08        | 143         | 46,73       |
|                |                             |              |              |             |             |
| Inscrits       | Inscrits                    | 399          | 100,00       | 399         | 100,00      |
| Abstentions    | Abstentions                 | 62           | 15,54        | 60          | 15,04       |
| Votants        | Votants                     | 337          | 84,46        | 339         | 84,96       |
| Blancs et nuls | Blancs et nuls              | 5            | 1,48         | 33          | 9,73        |
| Exprimés       | Exprimés                    | 332          | 98,52        | 306         | 90,27       |

#### Élection présidentielle de 2017
Le résultat de l'élection présidentielle de 2017 dans cette commune est le suivant :
| Candidat    | Candidat                    | Premier tour | Premier tour | Deuxième tour | Deuxième tour |  |
| Candidat    | Candidat                    | %            | Voix         | %             | Voix          |  |
| ----------- | --------------------------- | ------------ | ------------ | ------------- | ------------- |  |
|             | Nicolas Dupont-Aignan (DLF) | 5,16         | 18           |               |               |  |
|             | Marine Le Pen (FN)          | 41,55        | 145          | 61,75         | 205           |  |
|             | Emmanuel Macron (EM)        | 13,47        | 47           | 38,25         | 127           |  |
|             | Benoît Hamon (PS)           | 5,73         | 20           |               |               |  |
|             | Nathalie Arthaud (LO)       | 0,29         | 1            |               |               |  |
|             | Philippe Poutou (NPA)       | 0,29         | 1            |               |               |  |
|             | Jacques Cheminade (SP)      | 0,57         | 2            |               |               |  |
|             | Jean Lassalle (RES)         | 1,15         | 4            |               |               |  |
|             | Jean-Luc Mélenchon (LFI)    | 14,04        | 49           |               |               |  |
|             | François Asselineau (UPR)   | 0,00         | 0            |               |               |  |
|             | François Fillon (LR)        | 17,77        | 62           |               |               |  |
|             |                             |              |              |               |               |  |
| Inscrits    | Inscrits                    | 411          | 100,00       | 411           | 100,00        |  |
| Abstentions | Abstentions                 | 55           | 13,38        | 50            | 12,17         |  |
| Votants     | Votants                     | 356          | 86,62        | 361           | 87,83         |  |
| Blancs      | Blancs                      | 6            | 1,69         | 24            | 6,65          |  |
| Nuls        | Nuls                        | 1            | 0,28         | 5             | 1,39          |  |
| Exprimés    | Exprimés                    | 349          | 98,03        | 332           | 91,97         |  |

## Population et société

### Démographie

#### Évolution démographique
L'évolution du nombre d'habitants est connue à travers les recensements de la population effectués dans la commune depuis 1793. Pour les communes de moins de 10 000 habitants, une enquête de recensement portant sur toute la population est réalisée tous les cinq ans, les populations de référence des années intermédiaires étant quant à elles estimées par interpolation ou extrapolation. Pour la commune, le premier recensement exhaustif entrant dans le cadre du nouveau dispositif a été réalisé en 2008.

En 2022, la commune comptait 590 habitants, en évolution de −5,6 % par rapport à 2016 (Pas-de-Calais : −0,72 %, France hors Mayotte : +2,11 %).
| 1793 | 1800 | 1806 | 1821 | 1831 | 1836 | 1841 | 1846 | 1851 |
| ---- | ---- | ---- | ---- | ---- | ---- | ---- | ---- | ---- |
| 329  | 337  | 357  | 434  | 424  | 446  | 466  | 497  | 483  |

| 1856 | 1861 | 1866 | 1872 | 1876 | 1881 | 1886 | 1891 | 1896 |
| ---- | ---- | ---- | ---- | ---- | ---- | ---- | ---- | ---- |
| 427  | 472  | 537  | 465  | 469  | 476  | 472  | 459  | 439  |

| 1901 | 1906 | 1911 | 1921 | 1926 | 1931 | 1936 | 1946 | 1954 |
| ---- | ---- | ---- | ---- | ---- | ---- | ---- | ---- | ---- |
| 427  | 459  | 428  | 421  | 396  | 449  | 412  | 416  | 402  |

| 1962 | 1968 | 1975 | 1982 | 1990 | 1999 | 2006 | 2008 | 2013 |
| ---- | ---- | ---- | ---- | ---- | ---- | ---- | ---- | ---- |
| 348  | 364  | 357  | 351  | 363  | 415  | 510  | 537  | 627  |

| 2018 | 2022 | - | - | - | - | - | - | - |
| ---- | ---- | - | - | - | - | - | - | - |
| 594  | 590  | - | - | - | - | - | - | - |

#### Pyramide des âges
En 2018, le taux de personnes d'un âge inférieur à 30 ans s'élève à 41,7 %, soit au-dessus de la moyenne départementale (36,7 %). À l'inverse, le taux de personnes d'âge supérieur à 60 ans est de 16,0 % la même année, alors qu'il est de 24,9 % au niveau départemental.
En 2018, la commune comptait 297 hommes pour 297 femmes, soit un taux de 50,00 % de femmes, légèrement inférieur au taux départemental (51,50 %).
Les pyramides des âges de la commune et du département s'établissent comme suit.
| Hommes | Classe d’âge | Femmes |
| ------ | ------------ | ------ |
| 0,3    | 90 ou +      | 1,0    |
| 4,4    | 75-89 ans    | 6,1    |
| 11,1   | 60-74 ans    | 9,1    |
| 18,9   | 45-59 ans    | 16,2   |
| 24,6   | 30-44 ans    | 24,9   |
| 18,5   | 15-29 ans    | 19,5   |
| 22,2   | 0-14 ans     | 23,2   |

| Hommes | Classe d’âge | Femmes |
| ------ | ------------ | ------ |
| 0,5    | 90 ou +      | 1,6    |
| 5,6    | 75-89 ans    | 8,9    |
| 16,7   | 60-74 ans    | 18,1   |
| 20,2   | 45-59 ans    | 19,2   |
| 18,9   | 30-44 ans    | 18,1   |
| 18,2   | 15-29 ans    | 16,2   |
| 19,9   | 0-14 ans     | 17,9   |

## Culture locale et patrimoine

### Lieux et monuments
- Église Saint-Martin. Dans l'église : une statue de saint Roch est classé monument historique à titre d'objet, et une collection de bannières de procession.
- Le monument aux morts entre la mairie et l'église commémore les guerres de 1914-1918 et 1939-1945.
- Deux moulins, une brasserie et un séchoir de chicorée sont sur la Base Inventaire du patrimoine historique.
- Pigeonnier de la ferme de Wolphus

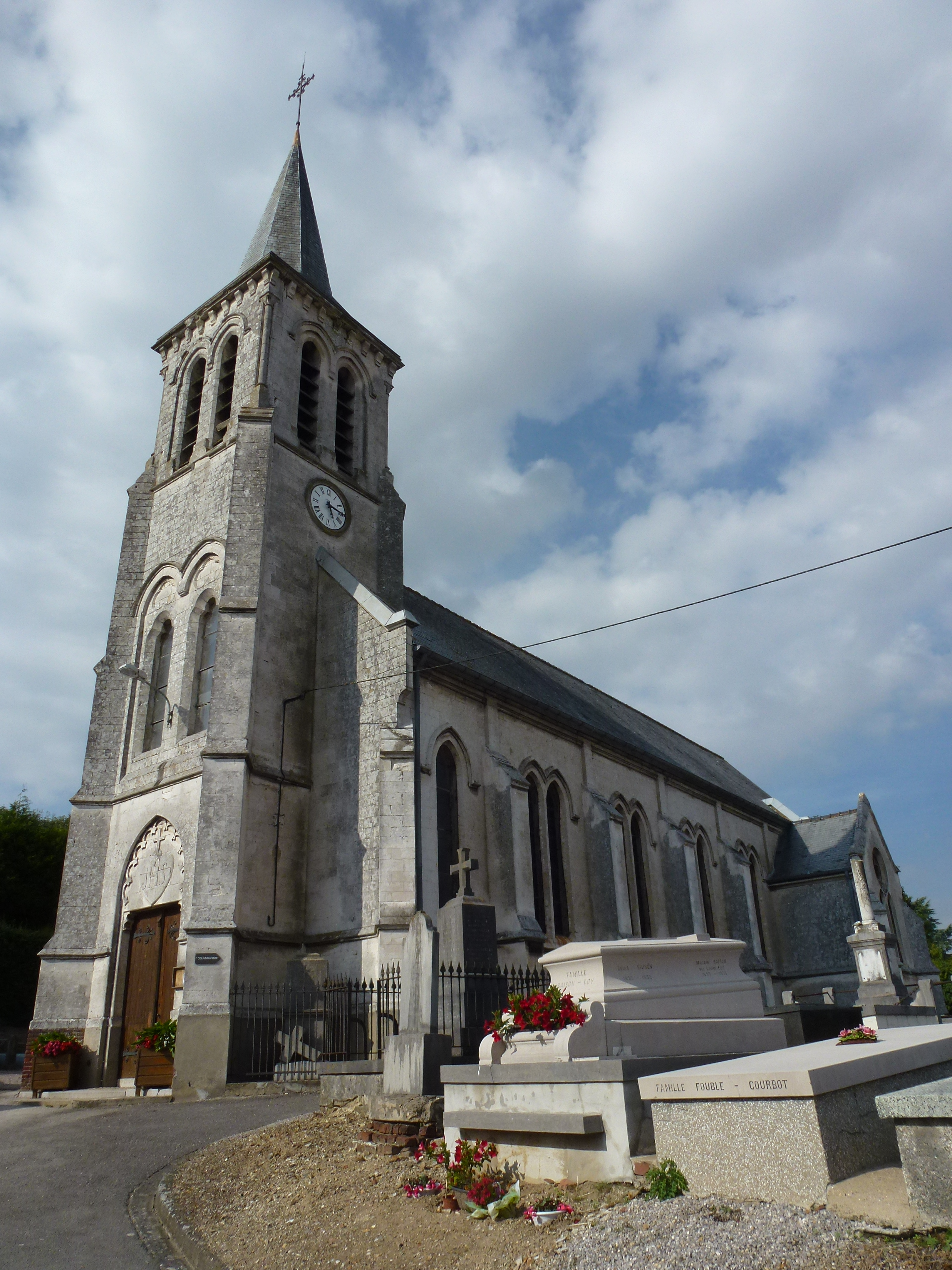
L'église Saint-Martin.
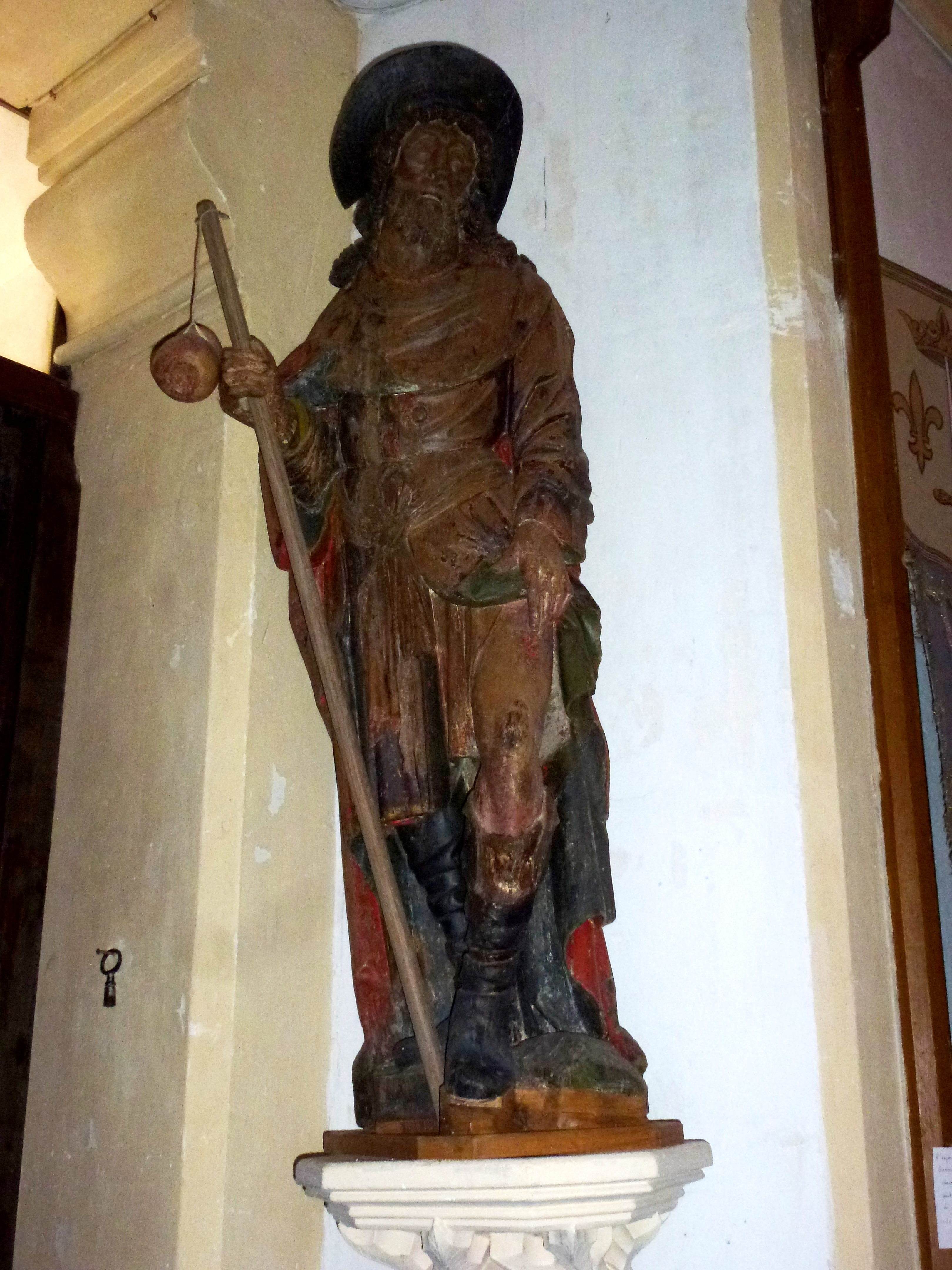
La statue de saint Roch.
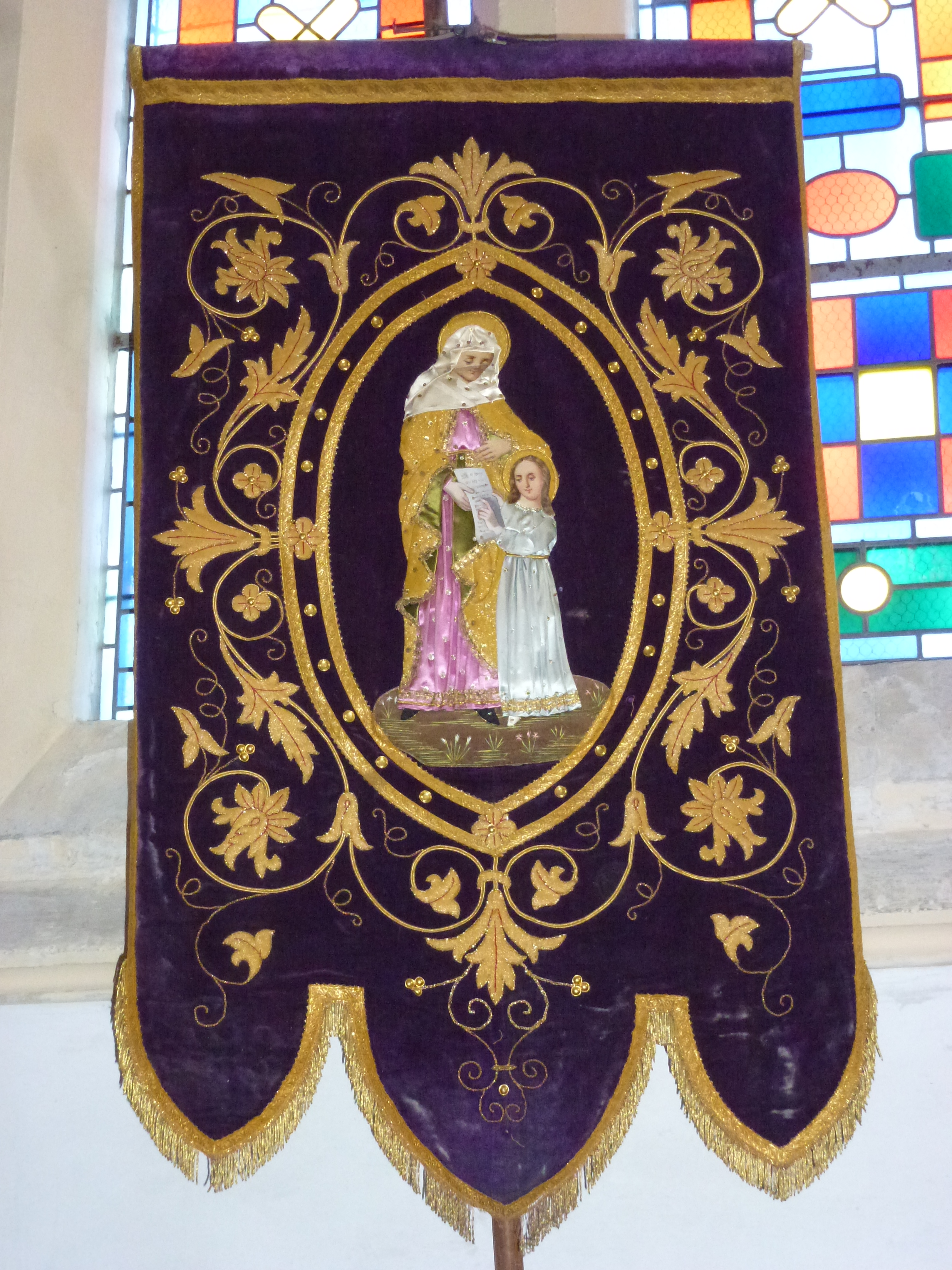
Une des bannières de procession.
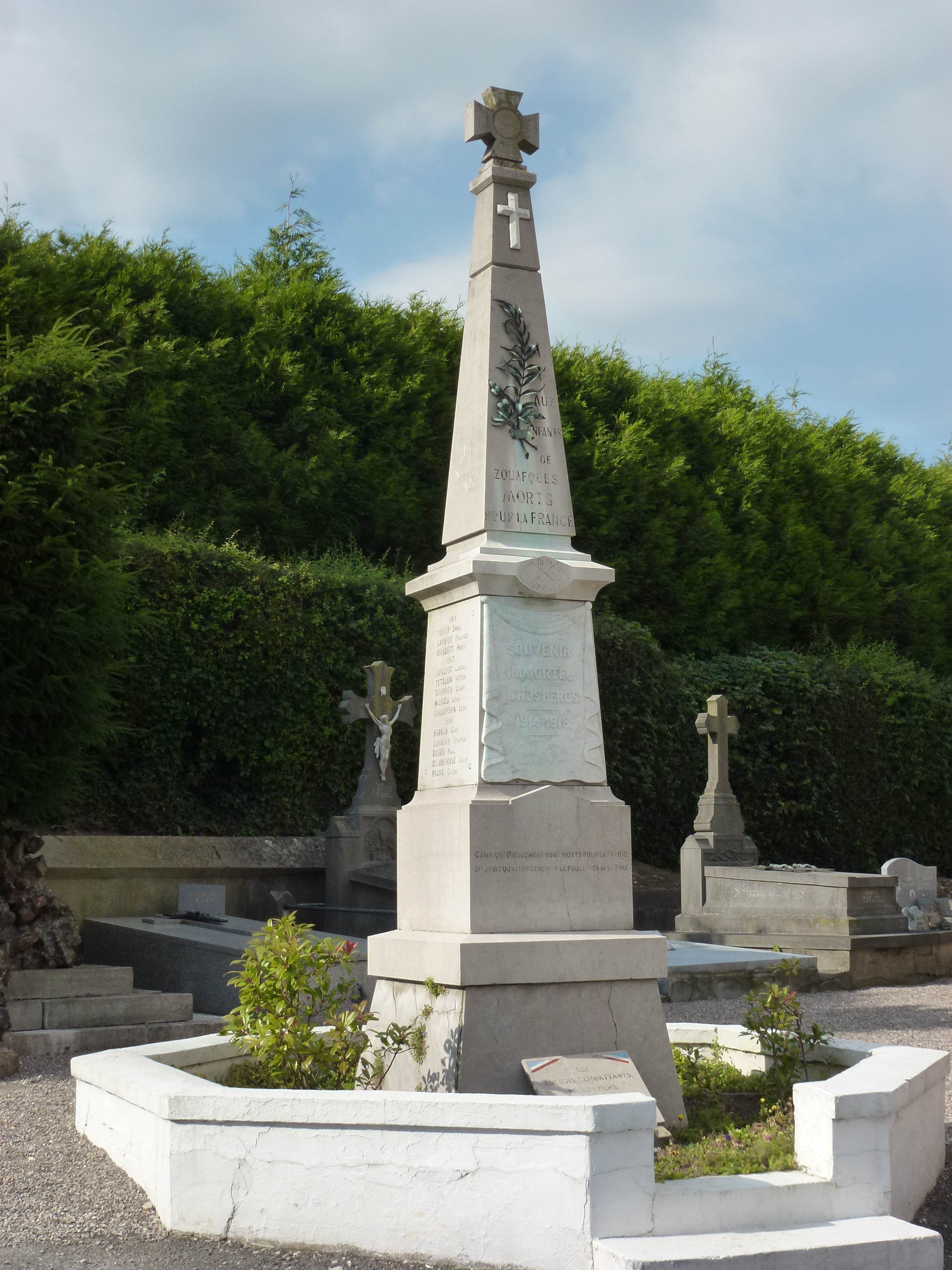
Le monument aux morts.
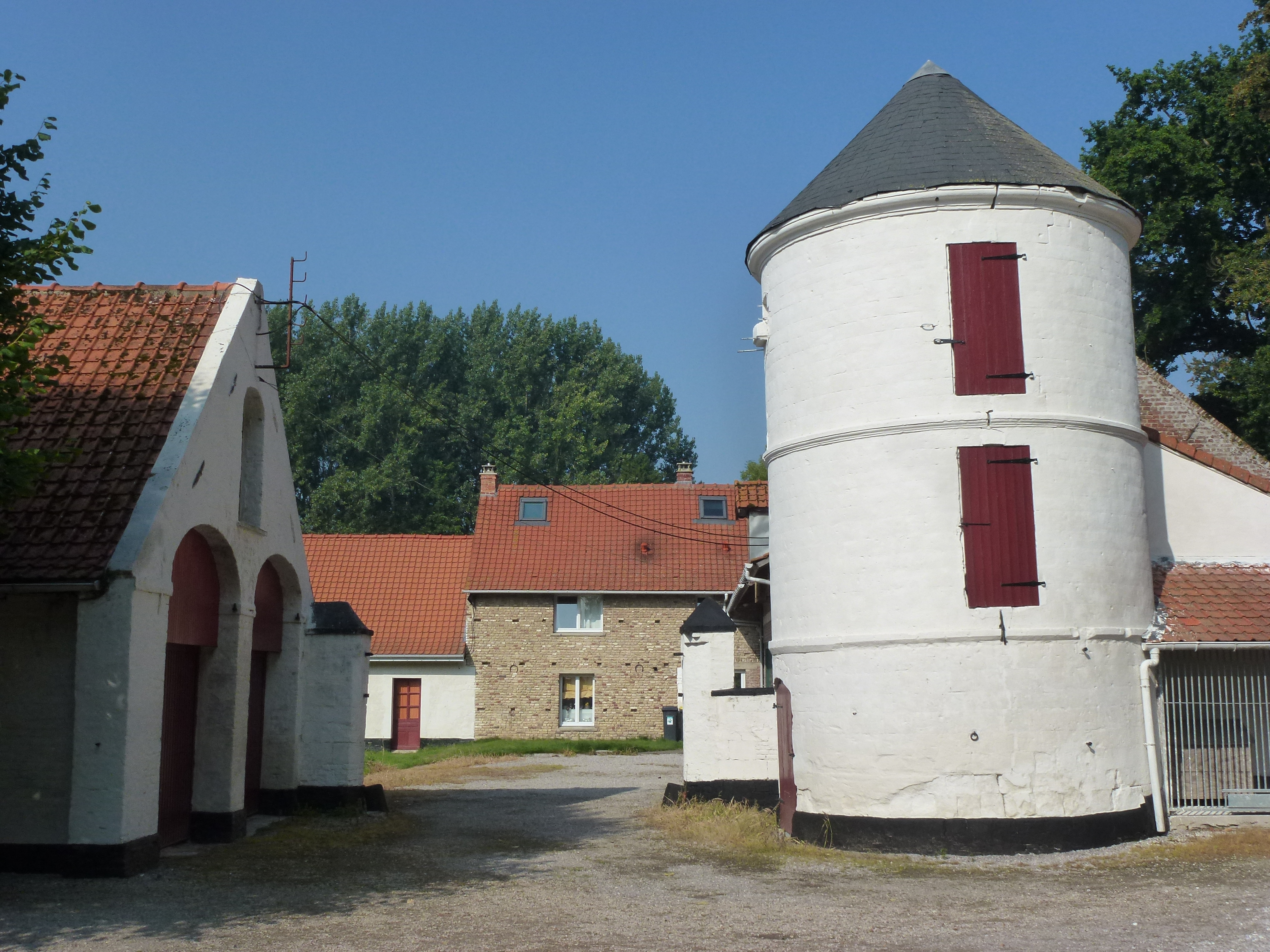
Pigeonnier de la ferme de Wolphus.

### Héraldique
| Armes de Zouafques | Les armes de Zouafques se blasonnent ainsi : d’argent aux trois aigles bicéphales de sable becquées et membrées de gueules. |

## Pour approfondir